# جويل بت توينكل
جويلبيت توينكل (باليابانية: ジュエルペット てぃんくる☆) (بالإنجليزية: Jewelpet Twinkle) هو انمي ياباني من إنتاج عام 2010، يتحدث عن منطقة تسمى «جويللاندا» ارض الجواهر يتحدث عن هذا العالم وسكانه كلهم من حيوانات الجواهر. وهي مخلوقات لطيفة تحب البشر.
وكانت تحكم ارض الجواهر انسة تدعا انسة كريمة وفيها أيضا ارنبة صغيرة تدعى ربا وفي أحد الايام عندما كانت ربا وصديقاتها يتحضرن ليوم يدعى يوم التنظيف وفيه تتحول حيوانات الجواهر إلى أحجار كريمة جميلة لى ان ربا تأخرت عن موعد تحولها باللهو والعب وعندما كانت حيوانات الجواهر تنقل إلى مكان اخر حصل حادث جعلهن يقن على كوكب الأرض وعندما عادت ربا إلى أرض الجواهر لم تجد أحدن فيها فذهبت إلى كريمة واخبرتها كريمة بما حصل لحيوانات الجواهر وطلبت منها الذهاب لأرض الجواهر وحولتها إلى حجر كريم ووقعت ربا على أرض الجواهر ووجدتها فتاة تدعى رانيا وطلبت ربا من رانيا مساعدتها لإرجاع حيوانات الجواهر فقبلت رانيا عرض ربا وبدئت قصت رنين الجواهر.

## القصة
تبدأ القصة بدخول حيوانات أرض الجواهر إلى عالم البشر وكل منها وجد ما يناسبه ليكون شريكه
وكانت الفتاة رانيا وشريكتها ربا يبحثن عن حيوانات الجواهر المفقودة وقد ساعدهم أصدقاءهم على البحث.

## الشخصيات

### اكاري ساكورا
(بالدبلجة العربية: اميرة)
وهي البطلة الرئيسية والتي تحصل على لقب نجم الجواهر في البرنامج. مرافقتها الاصلية روبي (ربى) وهي فتاة حساسة ولطيفة وبعيدة عن المشاكل دائما مجتهدة في كل شيء تفعله.
لا يمكن أن يكرهها أحد فهي لا تزعج أحد أبداً. ماهرة باستخدام الطاقة والجميع يندهش من قوتها في معظم اللحظات الصعبة تكون هي المنقذة تسعى اكاري لتكون نجم الجواهر بكل مما لديها من قوة وفي نهاية المطاف تواجه أخت يووما (مروان) التي تحاول الحصول على مفتاح لإخراج أمها من حديقة الزهور فقد حُبست هناك لأنها هدرت طاقتها كلها وهي تغلق كتاب الطاقة السري. وفي آخر الحلقات تتواجهان في مسابقة نجم الجواهر وتفوز اكاري بعد مشاكل طويلة لان الما (نوار) تفقد سيطرتها على طاقتها السلبية الشريرة التي حصلت عليها من كتاب الطاقة حين قامت بفك القفل.

### ميريا
(بالدبلجة العربية: منيرة)
فتاة تحب الأناقة، شخصيتها مرحه لكنها لطيفة وتحب أصدقائها، قوية أيضا وتكون المساعدة والمتطوعة دائما للحصول على نجم الجواهر في نهاية الحلقات، عندما تبدا المسابقة لم تكن تحمل العدد الكافي من النجوم الا أن محبتها لأصدقائها تنقذ الموقف وتساعدها للحصول على النجم الاخير وتتمكن من دخول المسابقة وتخسر أمام اكاري التي تهزمها وتتاهل للنهائيات. لديها حلم في أن تصبح كأمها مغنية للأطفال. وتسعى جاهدة لذلك وتفشل في كثير من المرات الا انها لا تستسلم وتعاود المحاولة حتى تحقق اهدافها. فتاة نشيطة ومحبة للخير وايضا لا تهزم بسهولة كما وانها تحب الفتى الذي يدعى لؤي في الدبلجة....

### سارة
(بالدبلجة العربية: سهى)
فتاة عبقرية غامضة الشخصية قليلا وقوية وتحسن معاملة الاخرين سارة كانت تعيش بعيدة عن والديها لانهما مسافرين للعمل وكانت تتمنى لو انها تراهما ولو مرة واحدة أخرى إلا أنها غاضبة فلا يعرف عنها هذا الأمر إلا في نهاية الحلقات عندما تعرف اكاري من خلال وردة اهدتها اياها امها وكانت سارة تعتني بها جيدا الا انها نسيتها بعض الايام فذبلت الوردة وصارت سارة تحاول اعادتها من جديد للحياة وعندما احضرت اكاري الوردة قالت يبدو أنها تهمك فعلا. فغضبت سارة ورمتها في القمامة الا أن اميرة استرجعتها وتمكنت من معرفة قصة هذه الوردة وإسعاد سارة. وهي تسعى إلى أن تصبح عالمة يحترمها الجميع مع أنها في الصف الرابع الا انها كانت متفوقة على جميع الطلاب وتحب مادة العلوم والفيزياء وتعلمت من خلالها كيفية تحويل العناصر والتقليص... فتاة غامضة وقوية واقتربت كثيرا من تحقيق حلمها في ان تصير نجم جواهر.

### يووما
(بالدبلجة العربية: مروان)
فتى بلا شخصية هدفه هو أن ينضم لفريق كرة سلة البلاد، فتى لا يستسلم بسهولة وعندما كان صغيرا كان يتدرب بكل قوة حتى يصبح ماهر في كرة السلة، غامض الشخصية وقليل الكلام لطيف وهادئ الطباع مستحيل أن يغضب، لا تهمه الكثير من الأمور وهو لم يكن يعلم بقصته التي ستحدث له.

### ليون
(با الدبلجة العربية: لؤي)
فتى نبيل وقوي أيضا يحسن معاملة الجميع وهو أيضا غامض الشخصية يحب الجميع يدافع عنهم في عظم الاوقات لا أحد يستطيع انكار قوته وهو مشهور جدا في ارض الجواهر بانه شهم ووقوي جدا ويساعد الجميع ولا يقف بلا أي عمل ان راى أي أحد يتاذى واثناء الكثير من المهمات في أرض الجواهر كان الأذكى والأقوى وكان المتفوق دائما والجميع يحلم بمواجهته. فتى طيب ومبارز ماهر جدا يقاتل في اغلب الاوقات باستخدام سيفه ولا يمكن لأحد مهما كان هزيمته بسهولة.

### الما
(بالدبلجة العربية: نوار)
وهي اخت يووما التي كانت تعيش في ارض الجواهر بعيدة عن اخيها يووما الذي تشتاق اليه كثيرا وتفعل المستحيل لرؤيته وامهما التي حبست في حديقة الورود.
تسعى للانتقام من الحاكمة لإنها تظن أنها السبب في حياتها السيئة وهي بعيدة عن أهلها. شخصيتها غامضة وهي ليست شريرة الا أن حقدها دفعها لتقوم بأعمال شريرة وسيئة فقط لإنقاذ أمها النائمة، قوية جدا ولطيفة على حقيقتها.فعلت الكثير من الامور الخطيرة جدا الا ان اكار والباقي وقفوا في وجهها دائما.

### نيكولا
(بالدبلجة العربية: نبيل)
وهو فتى جبان وذكي ذو شخصية عنيدة وهو مساعد للجميع قوي ويحب الخير جدي وقليل المرح يحب مرافقه كثيرا وهو شخص جيد إلى ابعد حد لا يمكن ان يؤذي أحد، ساعد الجميع وكان من اوائل من جمع نجم الجواهر وهو قوي ولا يمكن انكار قوته. يحب الخير وبسيط إلى أبعد الحدود.

### ruby
(بالدبلجة العربية: ربى)
وهي أرنبة لطيفة جدا وتحب اكار كثيرا جدا، ولا تكره أحد وتحب الحلوى بشكل كبير وهي قوية وماهرة مثل اكاري تماما ولا يمكن التخلي عنها فهي جيدة وقوية ومحبوبة من قبل الجميع ولايمكن ان تكره أحد.

### Sapphie
(بالدبلجة العربية: صفاء)
رفيقة سارة (سهى) وهي محبة للصداقة بشكل كبير ساعدت سارة في كثير من الامور ولا سيما مساعدتها على تحسين معاملتها لصديقاتها لإنها كانت قاسية قليلا ولا تحسن قول كلام لطيف كالآخرين. تحب الجميع وهي لطيفة وقوية وذكية.

### Sango
بالدبلجة العربية (سامية)
رفيقة ميريا وهي لطيفة جدا وأكثر من يأكل الحلوى في العالم قوية وتحب الاخرين لا يمكن التخلي عنها أبدا فهي قوية لكنها ليست مبالية وجدية. بل تاخذ الأمور دائما بشكل صغير وتبسطها لأبعد الحدود.

### Labra
في الدبلجة العربية (سوسو)
لا يمكن انكار غبائها لانها فعلا لا تفهم شيء إلا انها قوية جدا جدا وطاقتها نادرة جدا ولا يمكن مجاراتها الا انها صغيرة ومزوحة وتكرر الكلام كثيرا وهي مرافقة اكاري أيضا وتحب يووما كثير لا يمكن كرهها باي شكل لانها لا تؤذي أحد إلا أنها مزعجة وأخطائها كثيرة.وعندما تبكي تتحطم الاشياء من حولها

### diana
في الدبلجة العربية (فاديا)
وهي مرافقة الما التي تساعدها في كل شي وتحبها كثيرا، وهي غامضة وقوية جدا لا تحب ان ترى الما حزينة وتحاول إسعادها بشتى الطرق ثم تدرك أنها كانت مخطئة لإنها لم توقف الما لأداء تلك الأعمال المخالفة.

### Dian
غامض فعلا وقوي كثيرا جدي جداً ولا يحب المزاح يحب مرافقه كثيرا وهو ليون ولا يمكن أن يؤذي أحد إذا لم يسئ إليه وهو بارع في استخدام طاقته مضحي وصديق وفي إلى أبعد حد.

### Titanea
(في الدبلجة العربية: شادي)
وهو مرافق نيكولا (نبيل) والذي يحبه كثيرا ويضحي بحياته من أجل إسعاده لا يمكن لنيكولا أن يتخلى عنه فقد عاشا معا أجمل لحظات ولم يفترقا أبداً، وهو قوي ومرح بعيد عن المشاكل يتهرب منها لأنه جبان بعض الشي.

## قصة يووما والما
أمهما نزلت إلى كوكب الأرض وأنجبتهما وعاشا بسلام إلى أن حان موعد عودة أمهما إلى كوكبها فترجت الحاكمة لجعلها تبقى على كوكب الأرض فأخبرتها انه عليها أن تفقد طاقتها لتنفيذ هذا الأمر فأفرغت طاقتها بقفل كتاب الطاقة إلا أنها لم تحتمل واغمي عليها ونامت في حديقة الزهور التي ينام فيها إلى الأبد من يفقد طاقته! وقررت الحاكمة أن تعيش ألما (نوار) على كوكب الجواهر كي لا يتكرر ما حدث مع أمها وعاشت هناك إلى أن كبرت وصارت تريد رؤية أهلها فحاولت جاهدة وذلك للحصول على مفتاح كتاب الطاقة واخذ الطريقة لإيقاظ أمها النائمة.. إلا أن يووما (مروان) كان يتذكر فقط وجود شخص آخر معه في المنزل وكان يظن أن امه ميتة.. إلا أن اكاري (أميرة) أخبرته الحقيقة وقالت له أن يأتي معها وكان يعارض ما تفعله أخته وفي النهاية أفاقت أمهما وعادوا جميعا ليعيشوا حياتهم.

## روابط خارجية
- جويل بت توينكل على موقع ANN anime (الإنجليزية)